# Hans von Kaltenborn-Stachau

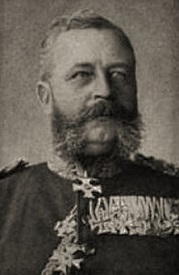
Fotografía de Hans von Kaltenborn-Stachau. Hecha antes del 1898.

Hans Karl Georg von Kaltenborn-Stachau (23 de marzo de 1836, en Magdeburgo - 16 de febrero de 1898, en Braunschweig) fue un General de Infantería prusiano y Ministro de Guerra.

## Biografía
Pertenecía a la aristocrática familia de los Kaltenborn-Stachau, y fue educado en el cuerpo de cadetes, antes de unirse al 27.º Regimiento de Infantería como Teniente Segundo en 1854. Entre 1857 y 1860 asistió en la Allgemeine Kriegsschule (la "Escuela General de Guerra", que después se convertiría en la Academia Militar Prusiana) y en 1861 fue asignado por 3 años al Departamento Topográfico del Estado Mayor General.
Kaltenborn-Stachau participó en la segunda guerra de Schleswig en 1864 y en diciembre fue transferido al estado mayor general del VI Cuerpo de Ejército. En este puesto sirvió en la guerra austro-prusiana en 1866, después de ser promovido a Capitán en 1865. En 1868 se convirtió en comandante del 94.º Regimiento, y en 1869 en oficial del estado mayor general en el VII Cuerpo de Ejército.
Después de ser promovido a Mayor, sirvió en la guerra franco-prusiana en 1870-71. En 1874 se convirtió en comandante de un batallón en el Grenadierregiment Nr. 2, y fue hecho Coronel en 1878. Después de comandar el 53.º Regimiento de Infantería, asumió el mando del Kaiser-Alexander-Gardegrenadierregiment, y en 1884 se convirtió en jefe de Estado Mayor del Cuerpo de Guardias, y en Mayor General. En noviembre de 1885  se convirtió en comandante de la 2.ª Brigada de Guardias de Infantería y en enero de 1888 se le dio el mando de la 3.ª División. En julio de ese año fue hecho comandante de la 2.ª División de Guardias de Infantería y simultáneamente fue promovido a Teniente General.
Su elección como Ministro de Guerra prusiano ocurrió el 4 de octubre de 1890. En 1893, bajo su liderazgo se promulgó un plan por el cual el ejército se ampliaba a 70.000 hombres, y los años de servicio se aumentaban a dos años. Kaltenborn-Stachau dimitió de su puesto el 12 de octubre de 1893.
| Predecesor: Julius von Verdy du Vernois | Ministro de Guerra Prusiano 1890-1893 | Sucesor: Walther Bronsart von Schellendorff |